# Iglesia de la Guarnición de los Santos Apóstoles Pedro y Pablo (Leópolis)

La Iglesia de la Guarnición de los Santos Apóstoles Pedro y Pablo

La iglesia de la Guarnición (la iglesia castrense) de los Santos Apóstoles Pedro y Pablo, conocida en Leópolis como la Iglesia Jesuita, es la iglesia actual de la Iglesia greco-católica ucraniana en Leópolis, Ucrania. Construida en el estilo barroco temprano a principios del siglo XVII sobre el modelo del santuario romano de Il Gesù es uno de los edificios de culto más popular en Leópolis. La iglesia fue consagrada y abierta el 6 de diciembre de 2011 con motivo del vigésimo aniversario de las Fuerzas Armadas de Ucrania. El rito de consagración y la Sagrada Liturgia fueron presididos por el Arzobispo metropolitano de la Iglesia greco-católica ucraniana de Leópolis, su eminencia Ihor Vozniak.

## Historia

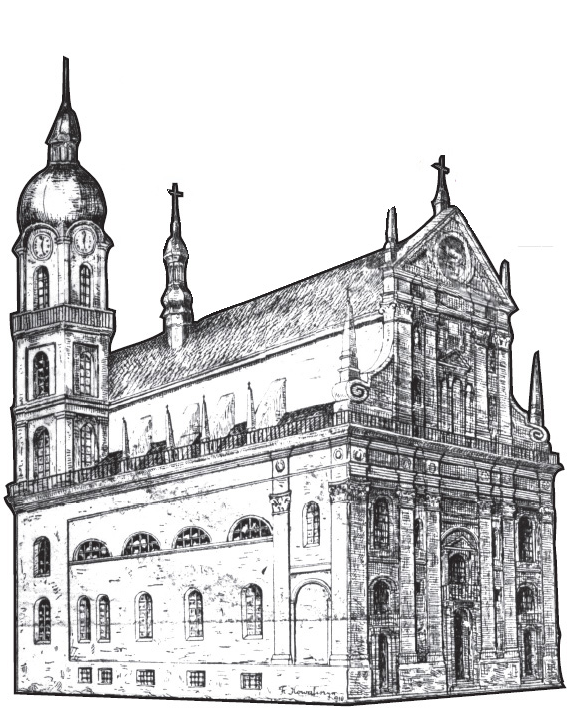
Grabado de la iglesia, que muestra una torre de reloj.

En 1540, se fundó una de las congregaciones más grandes y famosas, la Compañía de Jesús, más conocida como la Orden de los Jesuitas. Pronto los miembros de la Compañía desarrollaron una amplia actividad misionera. Los jesuitas llegaron a Lviv en 1584, y en 1590 se erigió la primera iglesia de madera de la Compañía de Jesús en el sitio, cerca de la parte occidental de las fortificaciones de la ciudad, donde se construyó un portón jesuita.
El trabajo en la construcción de la iglesia existente de los Santos Apóstoles Pedro y Pablo comenzó en 1610. De 1618 a 1621, la construcción fue gestionada por el arquitecto de la orden jesuita, Giacomo Briano. En 1624 se consagró la primera capilla lateral de San Benito. En 1630, la iglesia fue terminada y consagrada por el arzobispo de Lviv Jan Andrzej Pruchnicki. Como resultado de la construcción, la longitud del santuario fue - 41 m, ancho - 22.5 m, altura - 26 m.
En 1702, según el diseño de Martin Godny, se erigió un campanario, que se convirtió en una torre más alta de Lviv (unos cien metros), en la que se instaló un reloj en 1754. Después de la liquidación de la Orden de los Jesuitas en 1773, la iglesia comenzó a funcionar como una iglesia militar de guarnición. En 1830, la torre se desmanteló después de que la torre del Ayuntamiento se derrumbó en 1828. Con la restauración de la Orden de los Jesuitas por el Papa Pío VII en 1814, en 1820 jesuitas regresaron a Lviv. Entre 1836 y 1848, los padres jesuitas desarrollaron una animada actividad pastoral. En particular, actuaron como capellanes de prisión, organizaron fraternidades de oración y dieron cuidado espiritual a las congregaciones monásticas.
En 1848, durante el bombardeo de la ciudad, dos balas de cañón cayeron sobre el templo y dañaron el techo. Después de la “Primavera de los Pueblos” en 1848, los jesuitas fueron expulsados del templo nuevamente y después de cuatro años regresaron otra vez. En 1905, el icono de Eléusa o Eleoúsa (La Virgen de la ternura) fue coronado (ahora ubicado en Breslavia, Polonia). El templo también sufrió graves daños durante las dos guerras mundiales. El 4 de junio de 1946, los jesuitas se vieron obligados a abandonar Lviv, llevándose consigo las cosas más valiosas, incluido el icono coronado de la Santísima Virgen. A partir de este momento comienza una nueva página en la historia de la iglesia: durante 65 largos años sus puertas estuvieron cerradas, permaneciendo en silencio...

## Interior

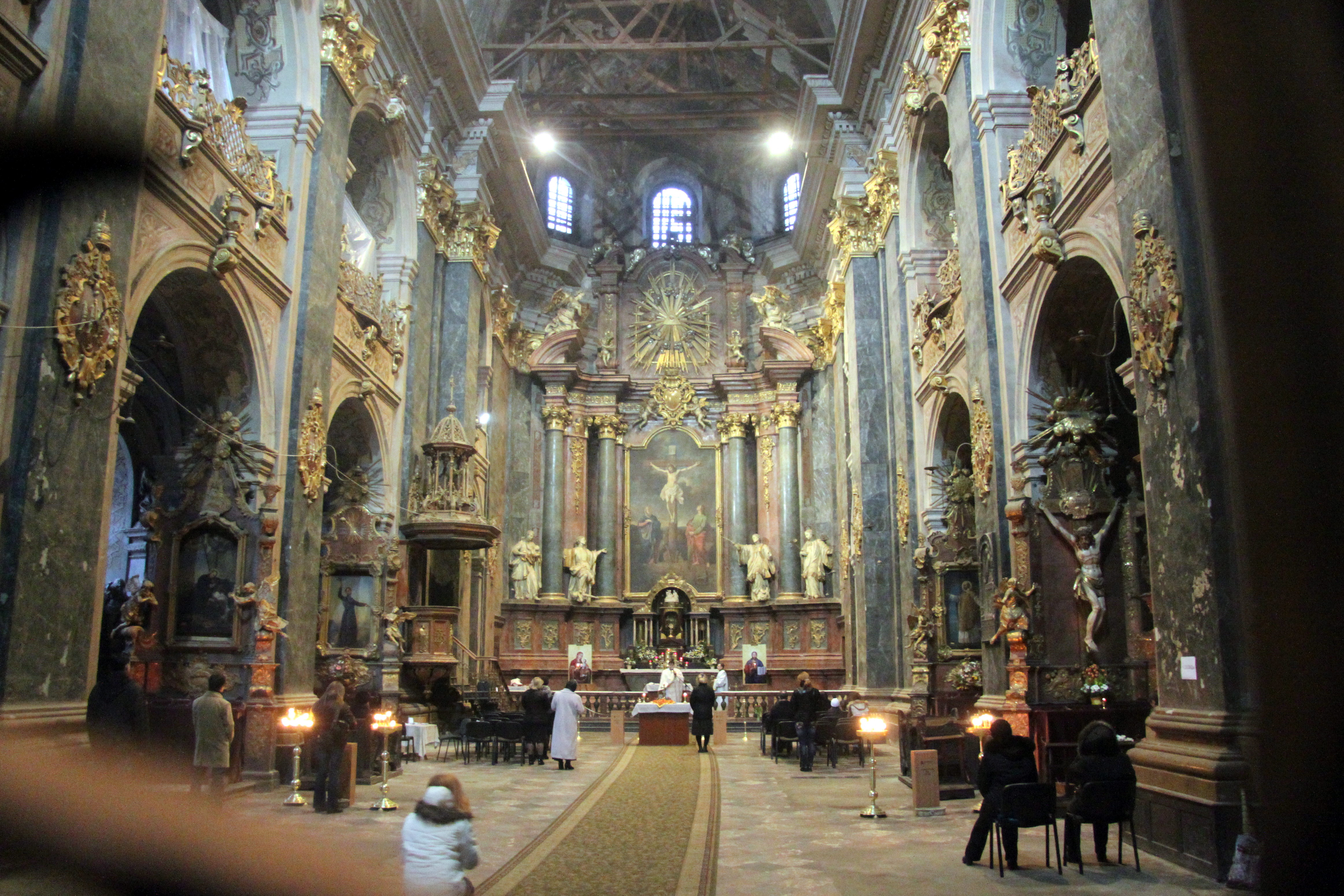
El altar mayor (autor Sebastian Fessinger), 1744-1747

Para trabajar en la decoración exterior e interior del templo, los religiosos de la Compañía de Jesús invitaron a maestros prominentes. Ya en 1612-1613 trabajaron ahí: el tallador Ivan Molenda, el pintor Matviy Klymkovych y el maestro de órgano Matviy Kraychinsky. Después de la finalización de las obras de construcción en 1638, las bóvedas de la iglesia fueron decoradas con tallas de estuco y cubiertas con pinturas de Matviy Klymkovych. En 1644, los órganos construidos a expensas de Grochowski fueron consagrados. Entre 1720 y 1730, se erigieron en la iglesia las lápidas de Isabel de Gostomski Sinyavska, Jan Jablonowski, Jan Stanisław Jablonowski y Jan Vincent Jablonowski, quienes fueron los fundadores de la construcción del colegio jesuita. Durante el siglo XVIII, la estructura de la iglesia se cambió dos veces: en 1734 y 1773. En 1734 el templo se quemó.
En 1740, la nave principal fue pintada por Franz Gregor Ignac Eckstein (1689-1741), un nativo de Brno, y después de su muerte las naves laterales y capillas fueron pintadas por Sebastian Eckstein. El crucifijo escultórico realizado por Johann Pfister, que se instaló en uno de los altares laterales, se considera una valiosa obra de arte. El gran altar central de Sebastian Fessinger fue construido entre 1744-1747, y en 1754 y 1759 se construyeron dos altares laterales. En memoria de la renovación del templo, en la pared sur de la fachada principal hay una mesa con la inscripción: “D.O.M. Haec aedes sacra inchoata 1610 dedicata 1630 restaurata 1842”. En 1843, el pintor Aloysius Reichan pintó imágenes de Ignacio Loyola y Francisco Xavier para los dos altares laterales. En 1894, durante la restauración de la fachada de la iglesia, cuatro figuras de santos jesuitas: Ignacio Loyola, Francisco Xavier, Estanislao Kostka y Andrés Bobola fueron colocadas en los nichos del nivel inferior por Felix Pavlinsky.

## Los tiempos de la Ucrania soviética

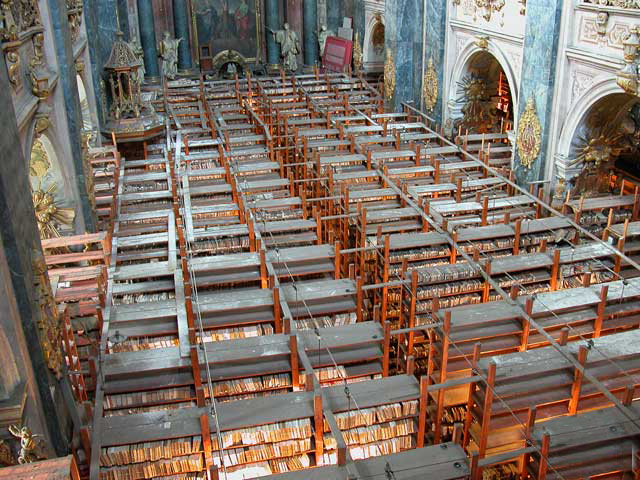
Durante décadas, se almacenaron más de 2,300,000 libros en las paredes del templo.

Después de muchos siglos de trabajo pastoral activo de los sacerdotes de la iglesia, que dejó sus puertas abiertas para más de una generación de ciudadanos de Lviv, en 1946 las cerró durante muchas décadas. Esto se hizo bajo la dirección del nuevo régimen soviético, que consideraba a la religión como un remanente pernicioso y arcaico de las personas sin educación, y la Iglesia como enemiga número uno de una nueva ideología atea. Un destino similar sucedió a la mayoría de los templos tanto grandes como pequeños de Ucrania. El resultado de la guerra fue el techo destruido de la iglesia, que fue reemplazado con algo de tiempo. Solo en 1959 se llevaron a cabo trabajos de restauración del techo, supervisados por el arquitecto Ihor Starosolsky. Durante algún tiempo, la iglesia fue utilizada como almacén, y desde la década de 1970 fue transferida a la Biblioteca Científica de Lviv de V. Stefanyk, de la Academia Nacional de Ciencias de Ucrania, para el depósito de libros del fondo de intercambio (en octubre de 2011 contenía más de 2,3 millones de libros).
La explotación del edificio de la iglesia como depósito de libros permitió evitar daños significativos en el interior, aunque no fue posible preservar completamente la decoración interior. Por lo tanto, debido al mal estado del techo del templo, entró humedad, lo que provocó la pérdida de valiosos frescos en la bóveda central y en las naves laterales. A fines de la década de 1990, se realizaron excavaciones arqueológicas en las criptas debajo de la nave central y se restauraron los sótanos debajo de la nave sur. La iglesia es el primer monumento de la arquitectura barroca en Leópolis.

## Los primeros pasos de renacimiento de la iglesia

El crucifijo escultórico fue realizado por Johann Pfister

El 8 de julio de 2010, el Ayuntamiento de Lviv entregó la iglesia a la Curia de la Archidiócesis de Lviv de la Iglesia greco-católica ucraniana. Dado que en un cierto período de la historia la iglesia sirvió como una iglesia de guarnición de la ciudad, actualmente es atendida por los capellanes del Centro de Capellanía Militar de la Curia de la Archidiócesis de Lviv.
Este Centro de Capellanía Militar de la Iglesia greco-católica ucraniana es una organización religiosa católica cuya misión es predicar la Palabra de Dios entre los militares y sus familias. A la estructura de la capellanía militar entraron los sacerdotes de la nueva generación. Considerando el éxito en el desarrollo de la estructura recién creada, el obispo Ihor Vozniak, arzobispo de Lviv, instó a los capellanes militares a desarrollar estructuras para el trabajo pastoral con los estudiantes, huérfanos y niños necesitados.

La rueda de prensa está dedicada a la inauguración del templo. En el centro, el rector de la iglesia P. Stepan Sus.

Así, en 2008 se estableció el Centro de la Capellanía Estudiantil, y un año después, en 2009, el Centro del Cuidado de los Huérfanos. Hoy, el Centro de la Capellanía Militar, el Centro de la Capellanía Estudiantil y el Centro de Cuidado los a Huérfanos son tres estructuras diferentes de la Curia de la Archidiócesis de Lviv, que trabajan en estrecha colaboración y realizan una tarea específica: trabajo pastoral con militares, estudiantes y huérfanos.
Los sacerdotes que son pastores en estas instituciones no son parroquiales y están llamados a realizar el ejercicio de la capellanía en la Iglesia. El 1 de octubre de 2008, Su Eminencia el Obispo Ihor Vozniak con la carta ЛВ 08/832 de la Curia de la Archidiócesis de Lviv dio a los capellanes del Centro de Capellanía Militar una orden para comenzar a trabajar en la transferencia del edificio de la iglesia de los Santos Apóstoles de Pedro y Pablo (antigua iglesia jesuita), que se encuentra en Teatralna St. 11, Lviv, a propiedad de la Iglesia greco-católica ucraniana y crear un concepto de renovación del cuidado pastoral en este templo. Dos años duró el proceso de preparación de todos los documentos necesarios. El 14 de mayo de 2010, el superior de la Compañía de Jesús en Ucrania dio su consentimiento positivo a la carta del arzobispo de Lviv de la Iglesia greco-católica ucraniana con respecto al reavivamiento de la pastoral en la iglesia de los Santos apóstoles Pedro y Pablo y también expresó su disposición a unirse con todos los jesuitas a las actividades pastorales de la iglesia y en cualquier parte del territorio de la Archidiócesis de Lviv de la Iglesia greco-católica ucraniana. El 8 de julio de 2010, por la decisión N.º 3698 del Ayuntamiento de Lviv el edificio de la Iglesia de los Santos apóstoles Pedro y Pablo fue transferido a la propiedad de la Curia de la Archidiócesis de Lviv IGCU. En día de hoy la iglesia es atendida por los capellanes del Centro de Capellanía Militar de la Curia de la Archidiócesis de Lviv de la IGCU.

Este templo tiene su propia historia y es famoso porque de 1848 a 1939 sirvió a la ciudad como la iglesia castrense, y que a su lado, en el antiguo colegio de jesuitas, estudiaba nuestro famoso hetman Bogdan Khmelnytsky. Creo que sería apropiado revitalizar esta iglesia y, teniendo en cuenta su pasado histórico, permitir que se restaurara en ella el cuidado pastoral, dirigido a satisfacer las necesidades espirituales de los militares de la ciudad y sus familias. En cada país donde el cuidado pastoral militar o la capellanía es oficialmente reconocida por el Estado, hay templos castrenses, donde los militares se reúnen para rezar en varias ocasiones y en particular durante los aniversarios y celebraciones estatales y militares.
Su Beatitud Lubomyr (Huzar) sobre la iglesia de la guarnición en un discurso al alcalde Andriy Sadovy. (Kyiv, 25 de mayo de 2009)

'

## La vida del templo antes de la apertura
Desde el febrero de 2011, en el calabozo de la iglesia del cuartel se comenzó a restaurar la vida litúrgica del templo. Todos los domingos, en la capilla consagrada por el Metropolita y Arzobispo de Lviv Igor (Vozniak), se celebraba la Divina Liturgia, en la que asistían los militares y los primeros feligreses. Fue allí donde nació la primera comunidad de creyentes, que se reunió para orar y nutrió la esperanza de que en el futuro cruzaran el umbral de la iglesia.

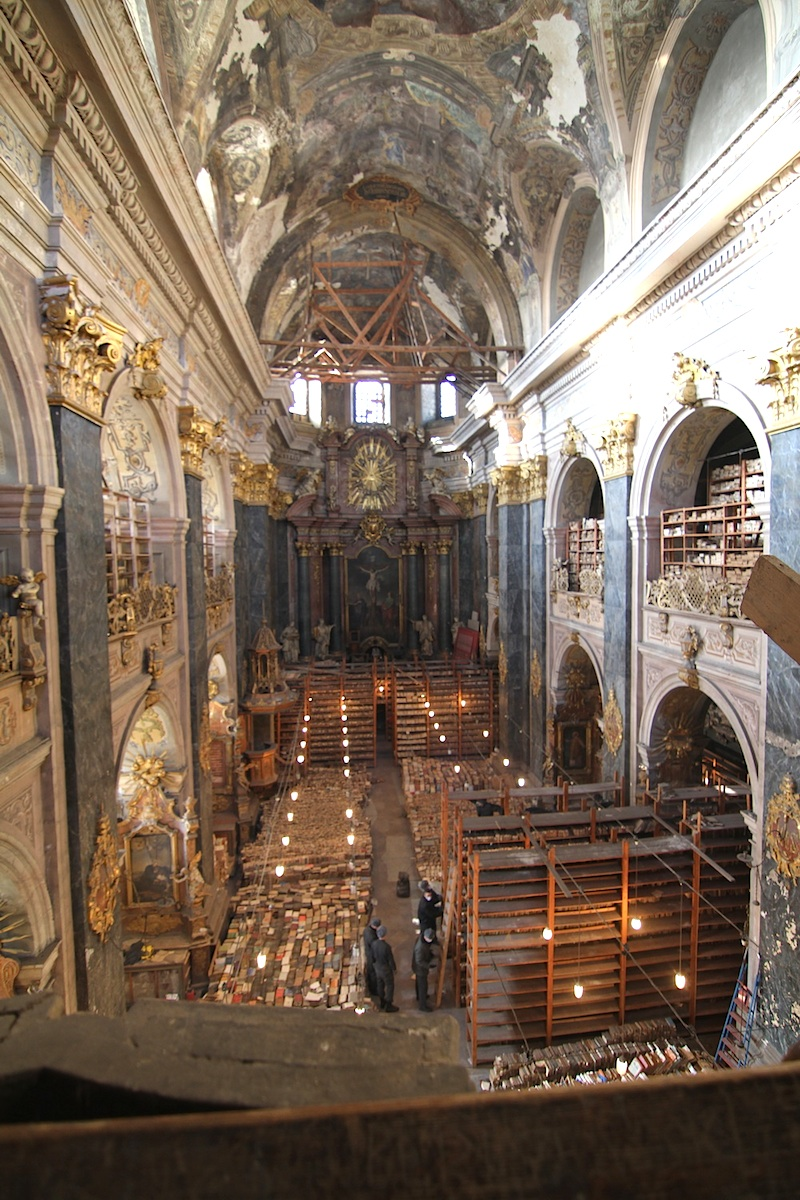
Retirada de los libros del templo (12/11/2011)

## La primera Divina Liturgia dentro de la iglesia
El 12 de julio de 2011, en el nártex de la iglesia castrense de los Santos Apóstoles Pedro y Pablo, se celebró la Divina Liturgia con motivo de la festividad del templo. En este día solemne, la Divina Liturgia fue presidida por el General Capellán Militar de la Arquidiócesis de Lviv, el párroco de la iglesia Stepan Sus, concelebrando con el padre doctor Borys Gudziak y otros capellanes. El canto fue dirigido por un coro juvenil de la iglesia de Todos los Santos del Pueblo Ucraniano (Lviv). A la Divina Liturgia también asistieron autoridades locales, en particular, el alcalde Andriy Sadovy, y una gran cantidad de creyentes e invitados de la ciudad.  Cabe señalar que esta Divina Liturgia, celebrada por primera vez en los últimos 65 años desde el momento del cierre de la Iglesia fue un paso importante hacia la restauración plena del templo.

## Restauración de la iglesia
Durante octubre-noviembre de 2011 se realizaron trabajos de sacar los libros de la iglesia. En este corto período de tiempo, se sacaron 144 camiones de libros y 30 camiones llenos de estantes. A pesar de que la iglesia ya está abierta desde hace mucho tiempo, el proceso de la restauración dura todavía.

Liturgia episcopal con motivo de la inauguración del santuario de la guarnición. El obispo Mykhailo Koltun está en el centro

## La reapertura de la iglesia
El día del vigésimo aniversario de las Fuerzas Armadas de Ucrania, un evento importante para la ciudad y el Estado tuvo lugar en Lviv la gran inauguración y consagración de la primera iglesia castrense de los Santos Apóstoles Pedro y Pablo. A la ceremonia de apertura asistieron el jefe de la Administración Estatal Regional de Lviv Mykhailo Kostyuk, el alcalde de Lviv, Andriy Sadovy, representantes de varias agencias de aplicación de la ley, incluido el comandante del Comando Operativo Occidental, el teniente general Yuriy Dumansky, el jefe de la Academia de Fuerzas Terrestres del Hetman Petro Sagaidanny - Pavlo Tkachuk, comandantes de unidades e instituciones militares, soldados y otros fieles. El templo, con capacidad para unas 5.000 personas, estaba completamente lleno. La consagración de la iglesia fue realizada por Su Eminencia el Arzobispo y Metropolitano de Lviv Igor Vozniak) con la ayuda del obispo de Sokal-Zhovkva, el jefe del Departamento de la Curia Patriarcal para el cuidado pastoral de las fuerzas armadas ucranianas y los capellanes militares - Mikhail (Koltun).

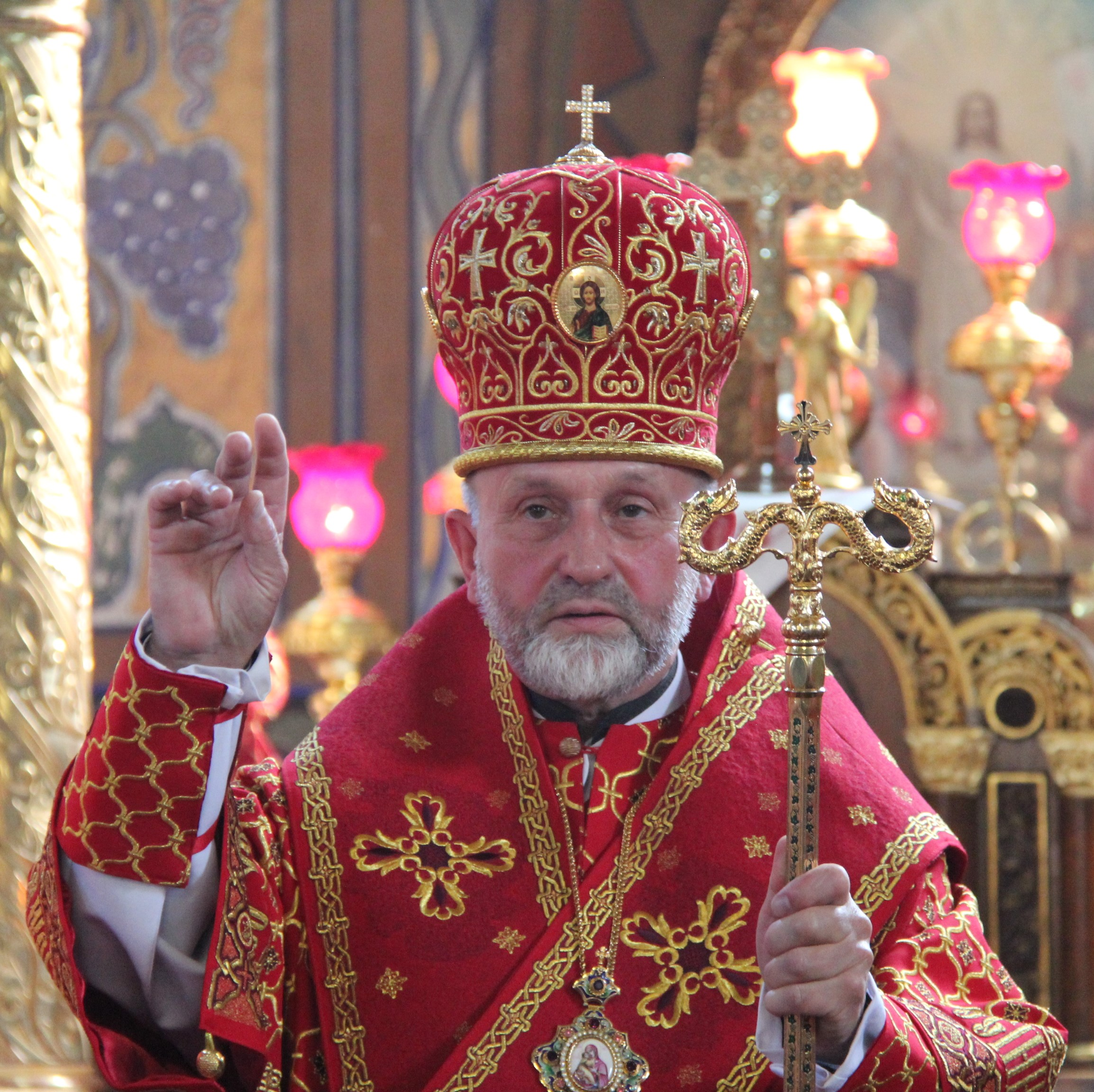
igor (wozniak), arzobispo y metropolitano de lviv de la ugcc

Honorables y Reverendos Sacerdotes, Estimados Militares, Venerados representantes del gobierno, Queridos fieles, hemos esperado mucho tiempo para este día, en el que podemos bendecir esta iglesia, que sirvió como biblioteca ...  Desde ahora en adelante aquí se llevarán a cabo: las oraciones de las personas al Dios Altísimo, la acción de gracias al Señor, y la reconciliación entre Dios y el hombre se llevará a cabo mediante un arrepentimiento sincero.  Es muy importante vivir en paz con Dios, ganar la santidad y la recompensa eterna.
Homilía del obispo Igor (Wozniak) en el día de inauguración de la iglesia (Lviv, 6 de diciembre de 2011)

## El presente

Las tardes de la iglesia

Después de muchos años, la iglesia del cuartel abrió sus puertas a los fieles.  Se celebran liturgias y se escuchan las oraciones. En los días de ferias militares o de la iglesia, se llevan a cabo eventos solemnes en los que, además de los feligreses del templo, también participan militares, empleados de las Fuerzas Armadas de Ucrania, oficiales, cadetes y reclutas.
En 2019, el párroco de la Iglesia del cuartel - Padre Stepan Sus - fue nombrado obispo de la Curia del arzobispado mayor de la IGCU.  El sacerdote de Lviv, con solo 38 años, se convirtió al obispo católico más joven del mundo.

En casi todos los países del mundo hay templos castrenses, esto es una manifestación del hecho de que el ejército se forma no solo en la fuerza y las virtudes del valor, el honor y la gloria, que se propagan entre los militares, sino también en los valores espirituales cristianos.  Un soldado criado en estos valores, fuerte en cuerpo y espíritu - listo para defender su patria.
El párroco de la Iglesia castrense, el p. Stepan Sus sobre el papel De la Iglesia de la castrense para el ejército ucraniano.

## Las tardes de la iglesia
El templo es el lugar donde el hombre se encuentra con Dios.  La gente experimenta esta reunión especial en la iglesia no solo a través de la oración o la liturgia, sino también a través de música sagrada, canto y conciertos.  Todo esto eleva una persona a la eternidad, ayuda a experimentar la presencia de Dios, valores, sobre los cuales el tiempo no tiene influencia.  Por lo tanto, en la iglesia castrense han vuelto ser tradicionales: distintas tardes espirituales, conciertos de música sagrada y canto, que glorifican al señor y su creación.
Los conciertos en la iglesia del cuartel de los santos apóstoles Pedro y Pablo los daban:
- Formación vocal “Picardiyska tercia”
- El coro de estudiantes de la Academia Nacional de Música de Lviv de M. Lysenko
- Coro académico estatales de hombres de Lviv “Dudarik”
- Coro Honrado del Ucrania “Trembita”
- Coro académico de profesor. Jan Shirocki (CHAPS) de la Universidad Tecnológica de Szczecin (Polonia).
- Coro sacerdotal de la Metrópolia de Lviv de la IGCU "Glas"
- Octeto litúrgico de hombres "Patmos"
- Centro Municipal, teatral de Investigación de Arte y Educación de Lviv "Palabra y Voz"
- El kobzar moderno y el jugador de lira Taras Kompanichenko
- Orquesta académica "Virtuosos de Lviv"
- Cuarteto de cuerdas “Viva”
- Cuarteto de cuerdas “Phoenix”
- Bandura Band "Dzvinga"
- Coro francés de música antigua “Chambrille”
- Violinista Nazar Fedyuk

## Excursiones

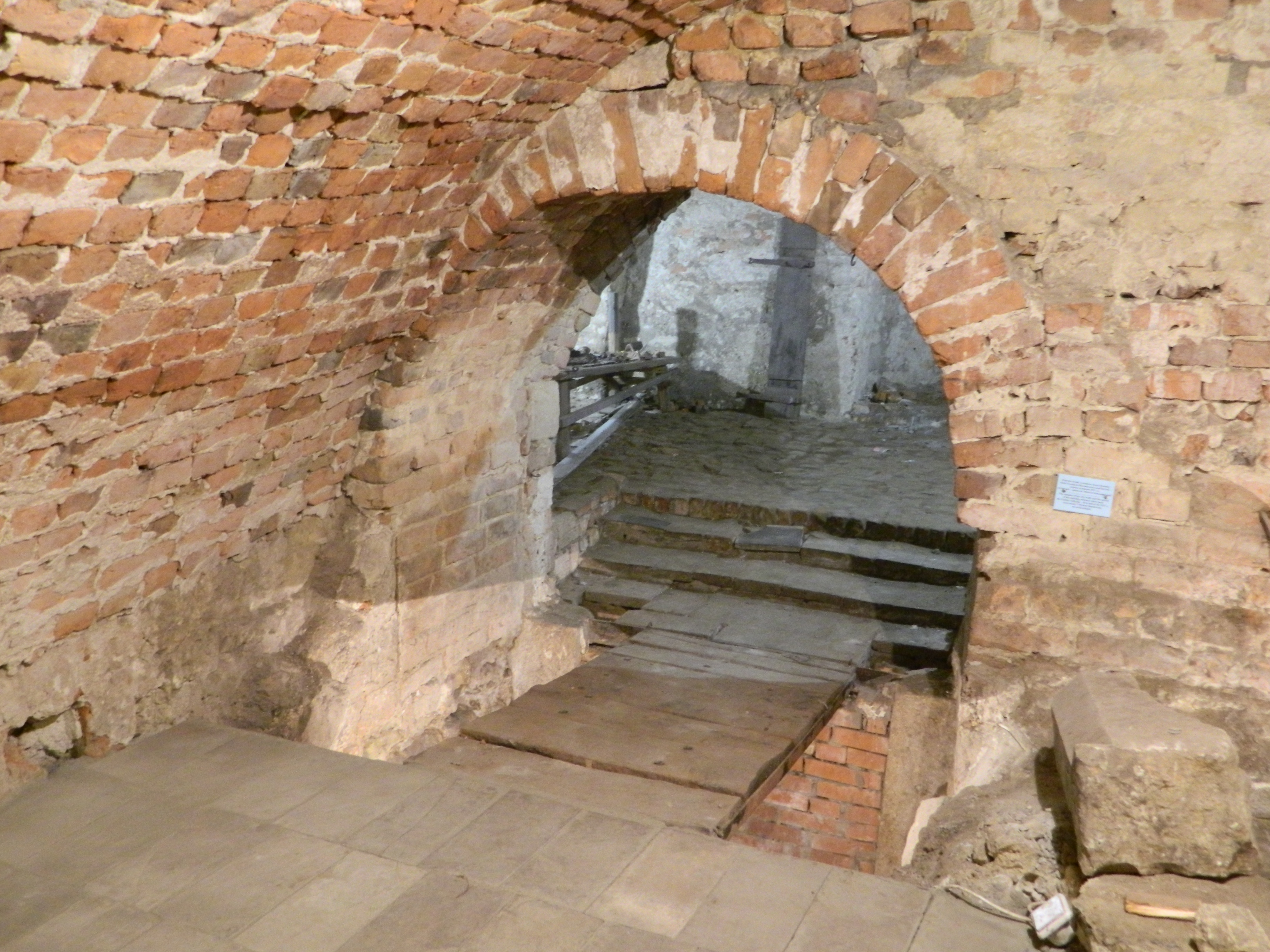
La mazmorra del templo

Para las excursiones se abrieron las mazmorras de la iglesia donde desde el viernes y sábado de 20 de marzo de 2015 tenían lugar las excursiones nocturnas. En las mazmorras, las obras de la exposición fueron terminadas en 2017.  Desde agosto de 2016, se han colocado panoramas plásticos del Lviv principesco, gótico y barroco de autor Kachora I. V. Están previstas la investigación y apertura de nuevas instalaciones de las mazmorras.
Se está trabajando para restaurar las escaleras al nivel inferior de la torre del templo, desde donde se puede tener la vista a Prospect Svobody.